# Liste der Wappen im Zollernalbkreis
Diese Liste beinhaltet Wappen des Zollernalbkreises in Baden-Württemberg, inklusive historischer Wappen. Fast alle Städte, Gemeinden und Kreise in Baden-Württemberg führen ein Wappen. Sie sind über die Navigationsleiste am Ende der Seite erreichbar.

## Zollernalbkreis

Wappen des Zollernalbkreises[1]
Der Zollernalbkreis in Baden-Württemberg

## Städtewappen im Zollernalbkreis

Albstadt
Balingen
Burladingen
Geislingen
Haigerloch
Hechingen
Meßstetten
Rosenfeld
Schömberg

- Albstadt[2]
- Balingen[3]
- Burladingen[4]
- Geislingen[5]
- Haigerloch[6]
- Hechingen[7]
- Meßstetten[8]
- Rosenfeld[9]
- Schömberg[10]

## Gemeindewappen im Zollernalbkreis

Bisingen[11]
Bitz[12]
Dautmergen[13]
Dormettingen[14]
Dotternhausen[15]
Grosselfingen[16]
Hausen am Tann[17]
Jungingen[18]
Nusplingen[19]
Obernheim[20]
Rangendingen[21]
Ratshausen[22]
Straßberg[23]
Weilen unter den Rinnen[24]
Winterlingen[25]
Zimmern unter der Burg[26]

## Ehemalige Gemeindewappen

Bad Imnau[27]
Bechtoldsweiler[28]
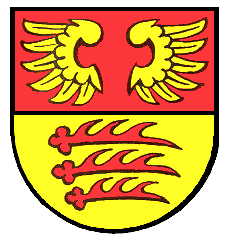
Benzingen
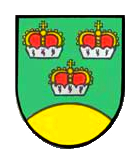
Beuren
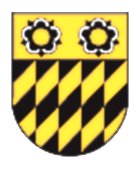
Bickelsberg
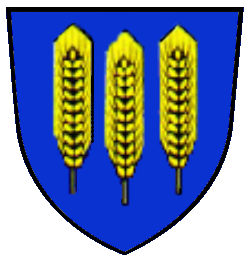
Bietenhausen
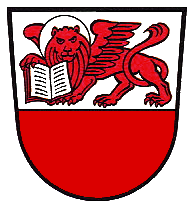
Binsdorf
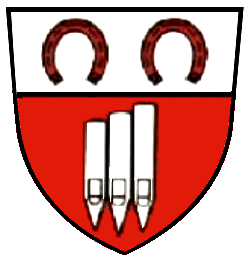
Bittelbronn
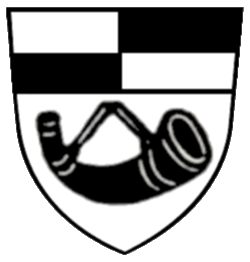
Boll
Brittheim[36]
Burgfelden[37]
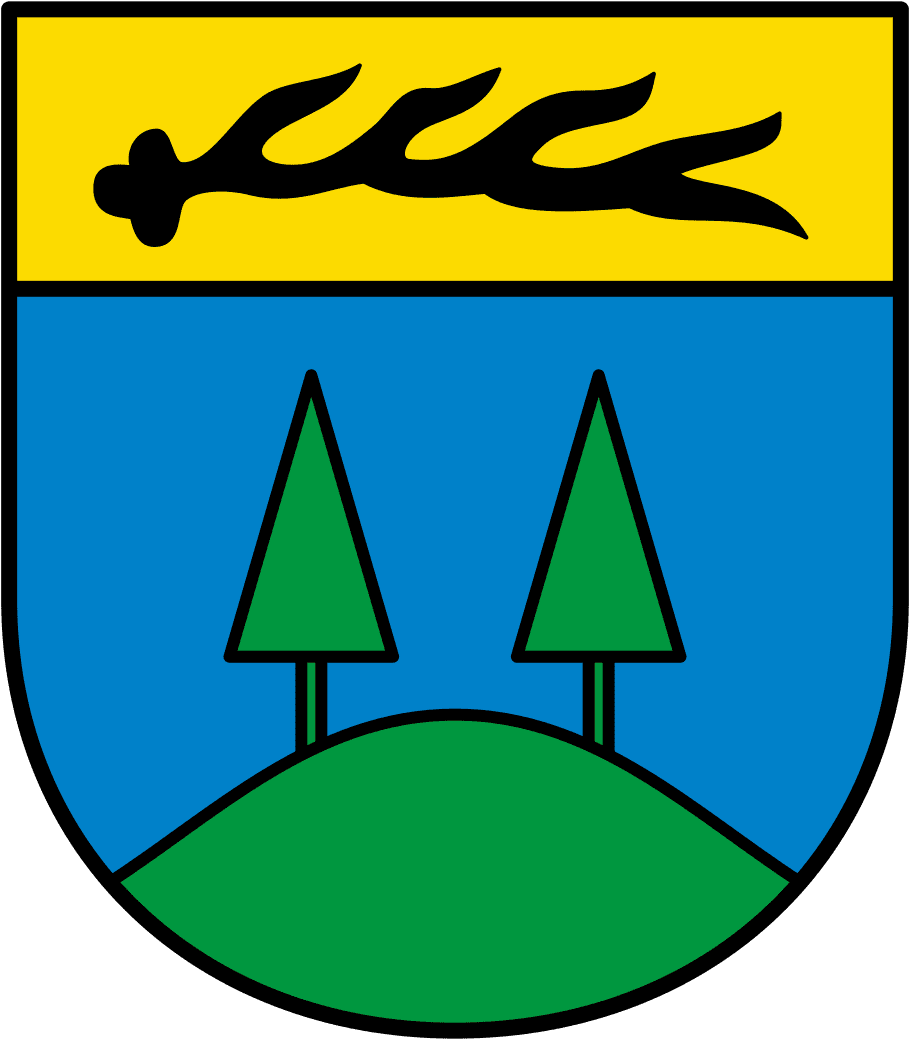
Dürrwangen (Balingen)
Ebingen[39]
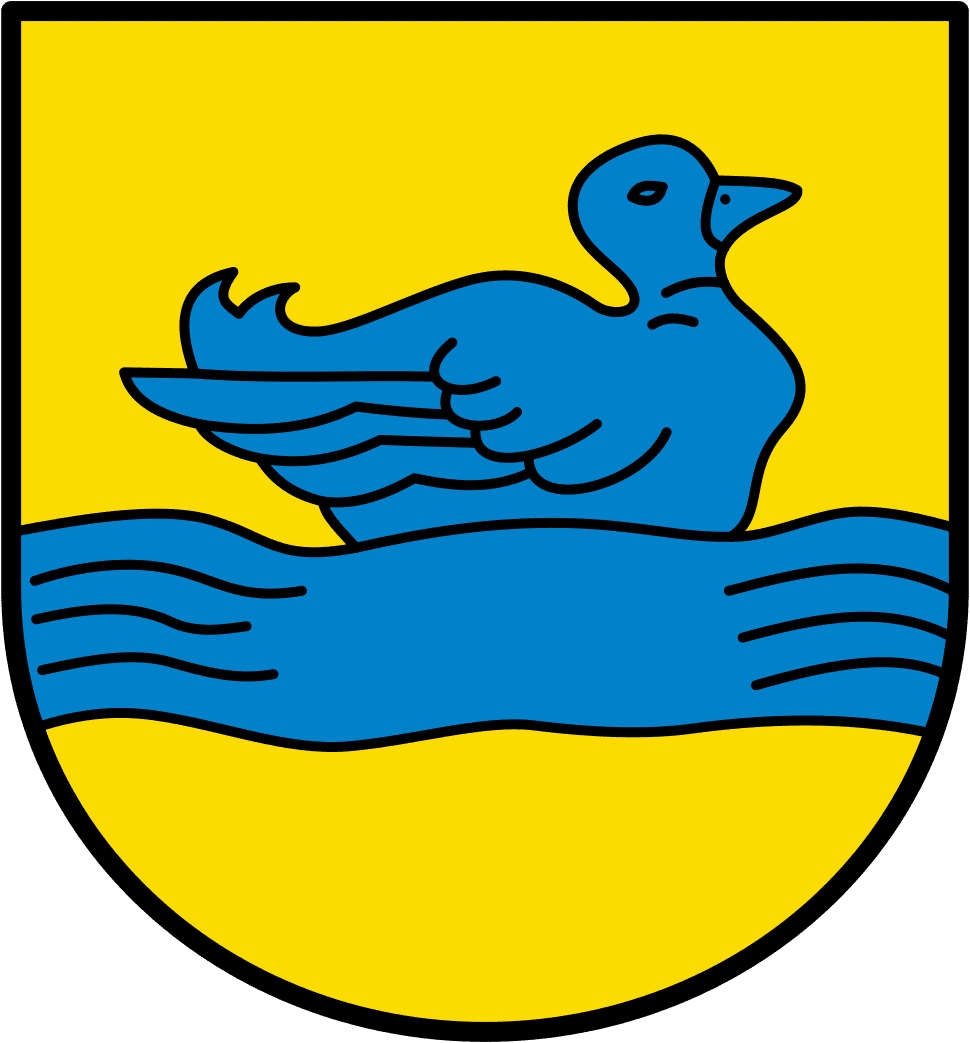
Endingen
Engstlatt[41]
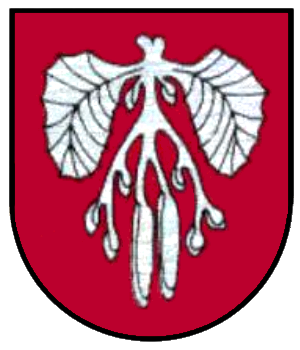
Erlaheim
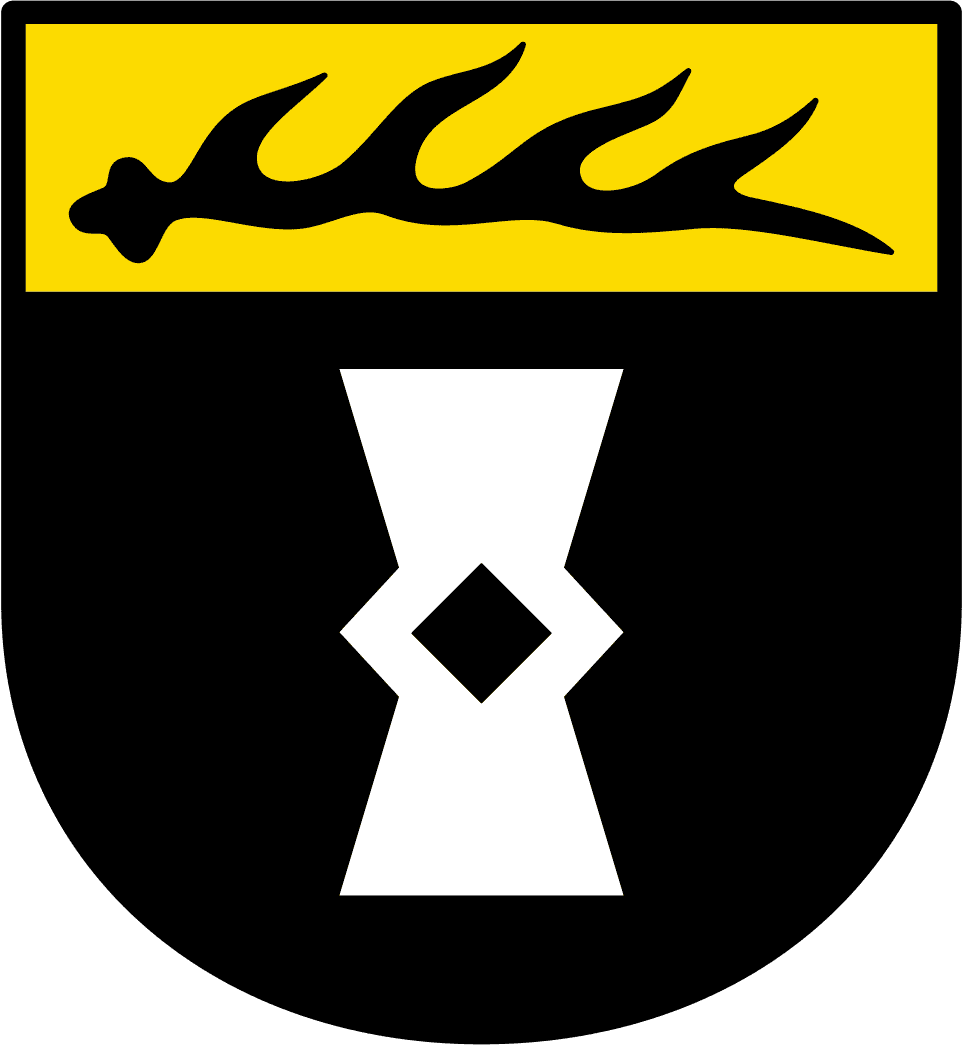
Erzingen
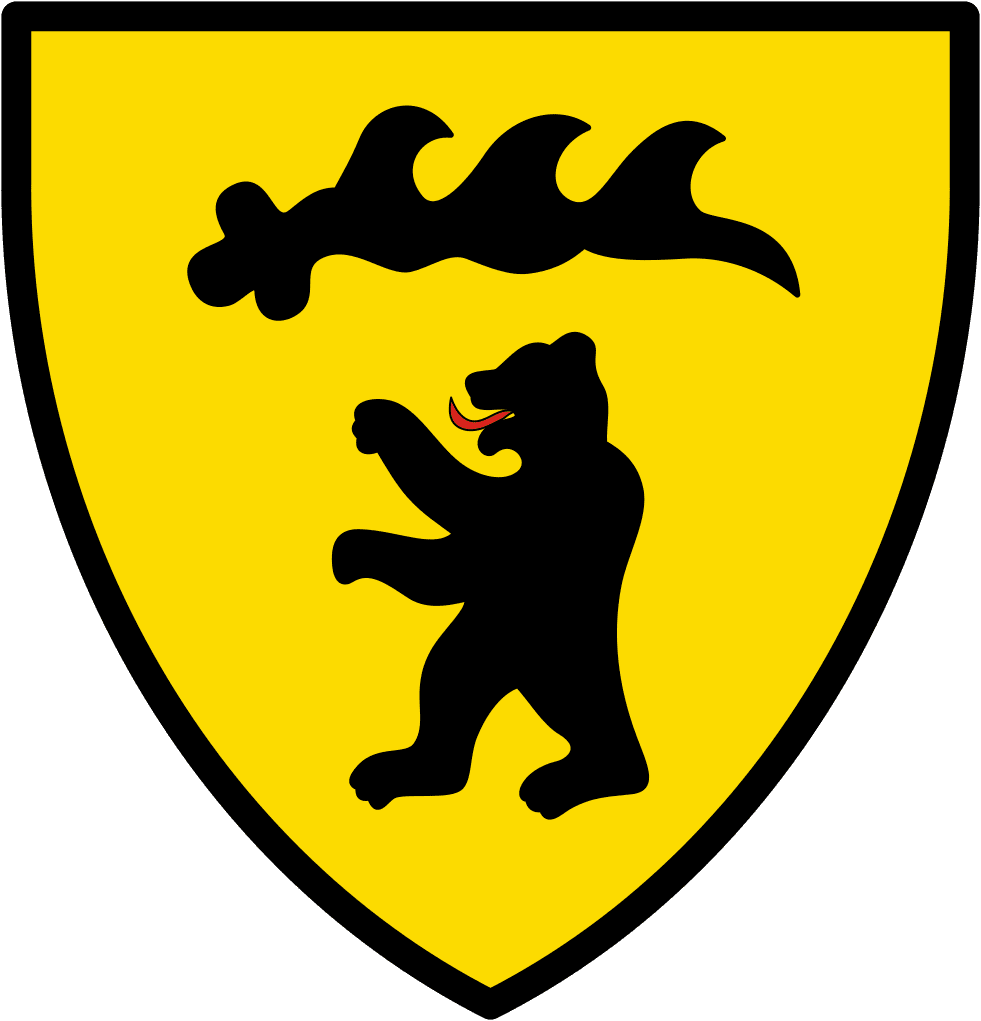
Frommern
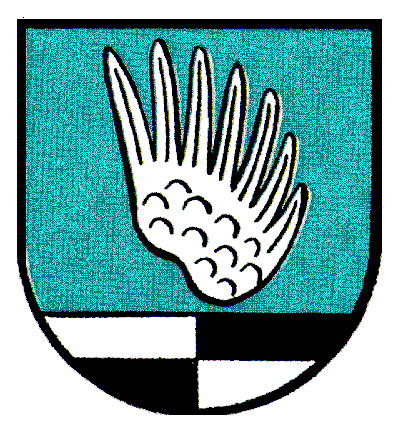
Gauselfingen
Gruol[46]
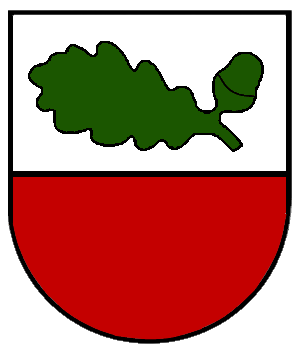
Hart
Harthausen auf der Scher[48]
Hartheim[49]
Hausen im Killertal[50]
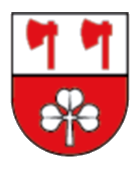
Heiligenzimmern
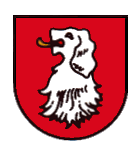
Heinstetten
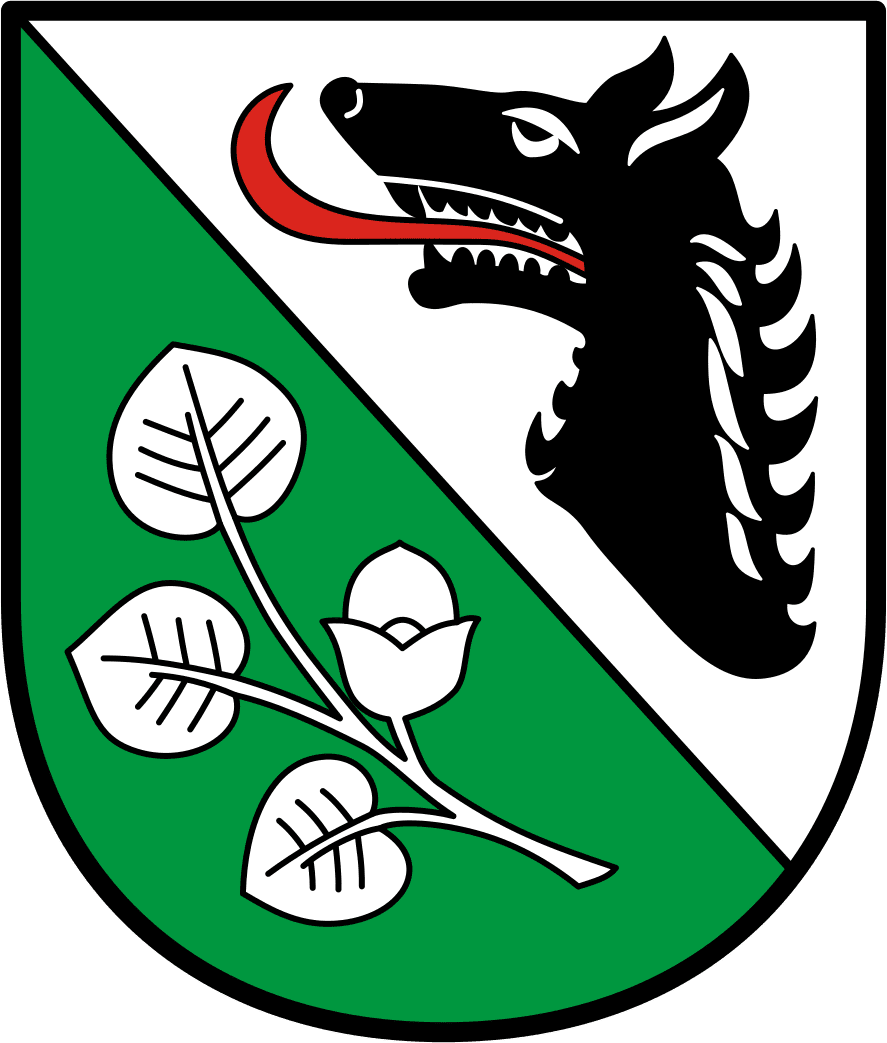
Heselwangen
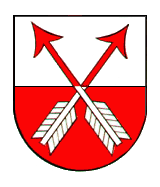
Höfendorf
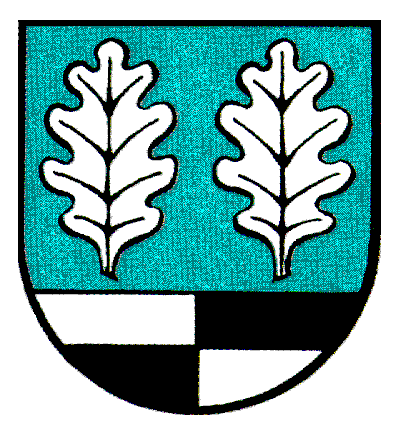
Hörschwag
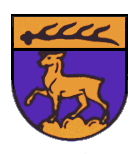
Hossingen
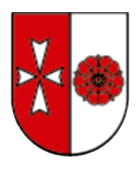
Isingen
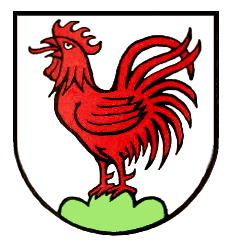
Kaiseringen
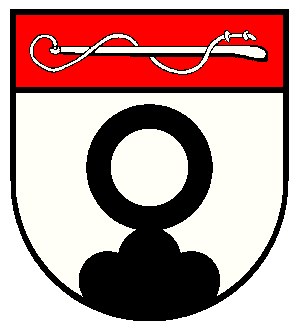
Killer
Laufen an der Eyach[60]
Lautlingen[61]
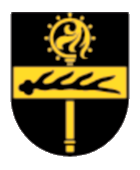
Leidringen
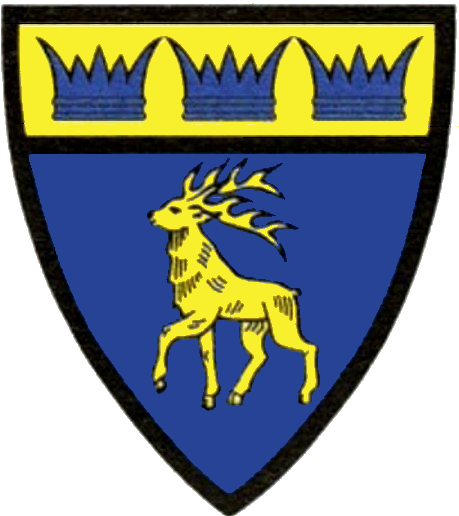
Margrethausen
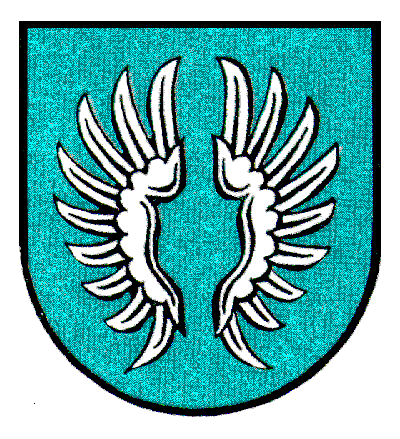
Melchingen
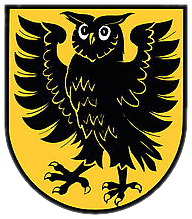
Oberdigisheim
Onstmettingen[66]
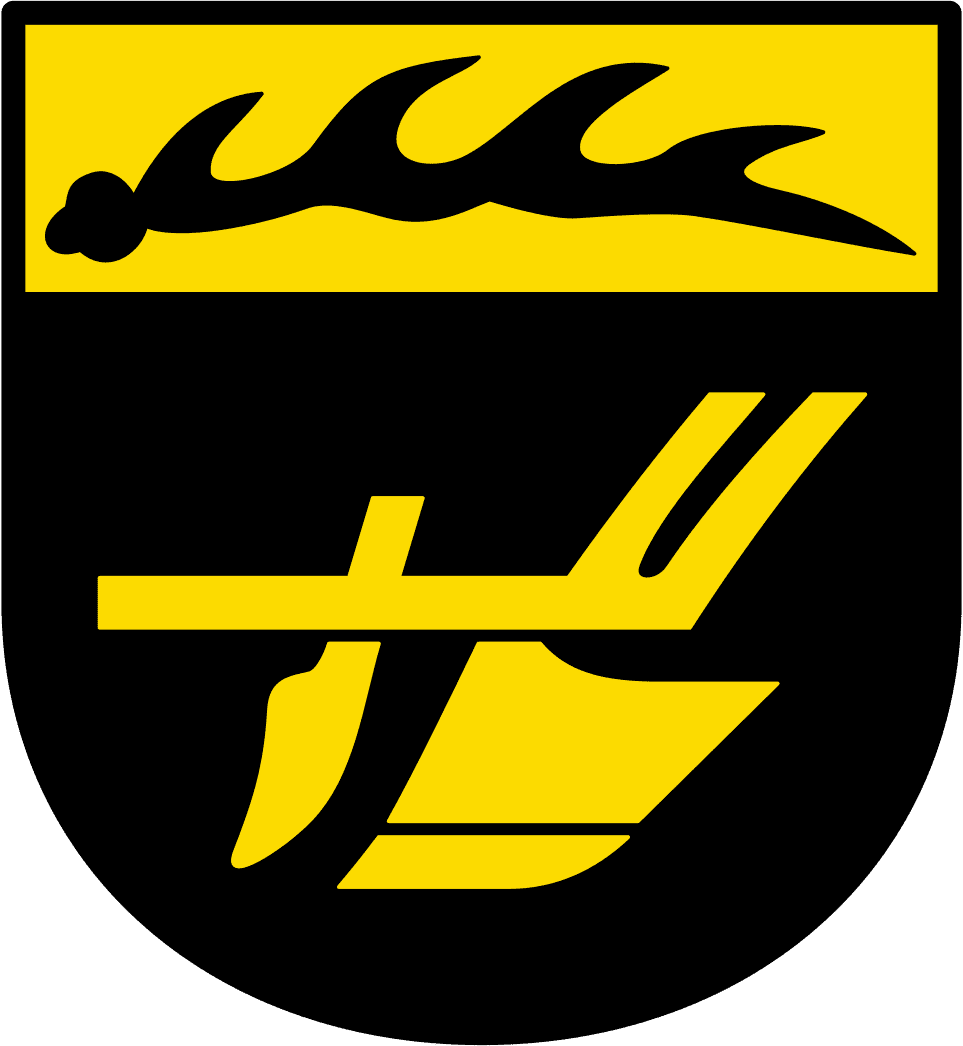
Ostdorf
Owingen[68]
Pfeffingen[69]
Ringingen[70]
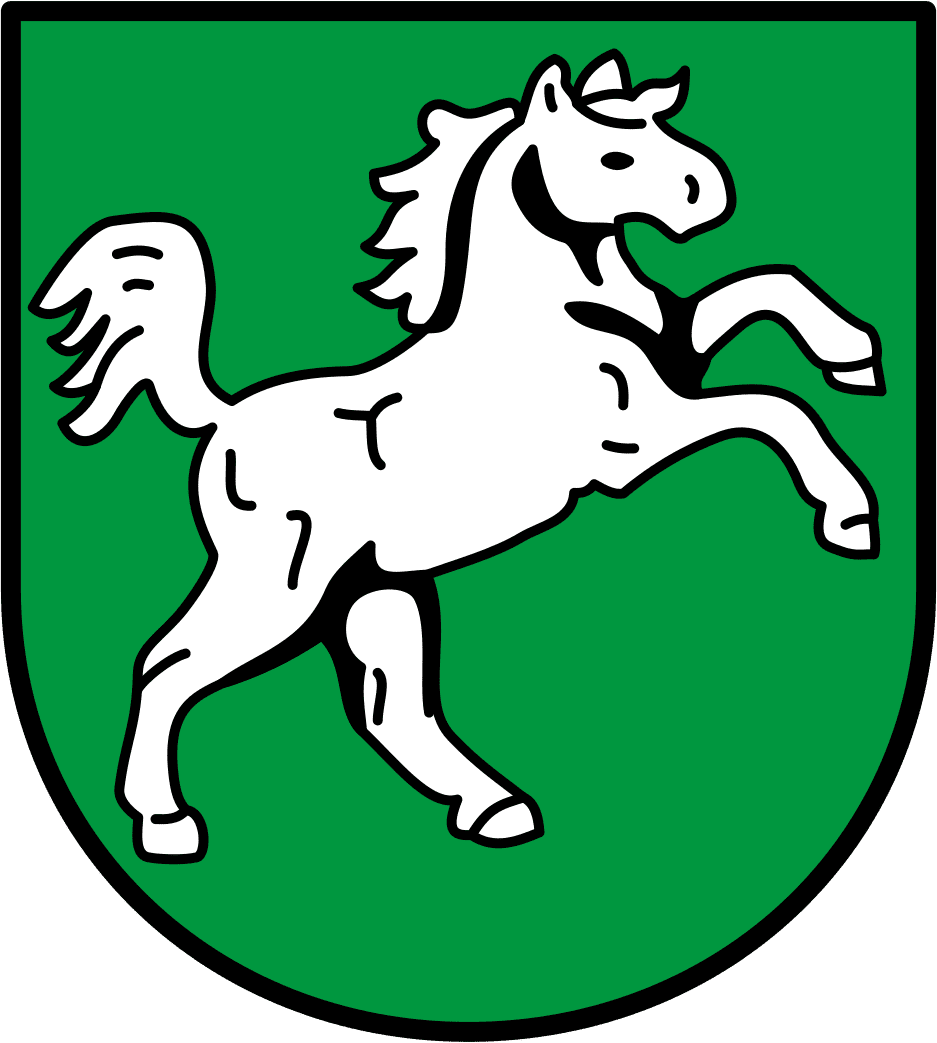
Roßwangen
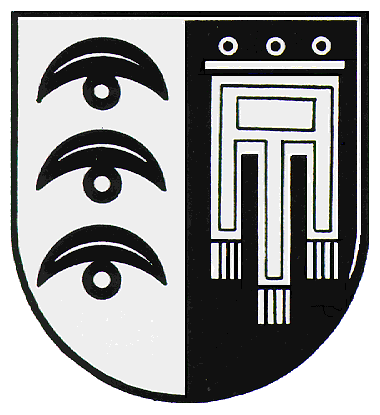
Salmendingen
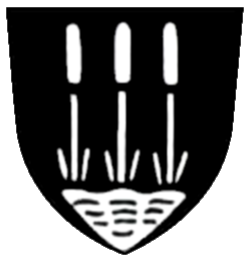
Schlatt
Schörzingen[74]
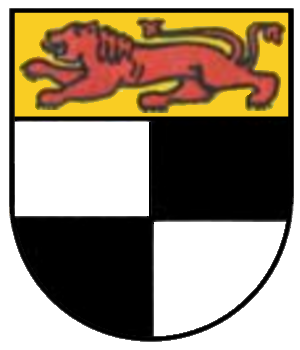
Sickingen
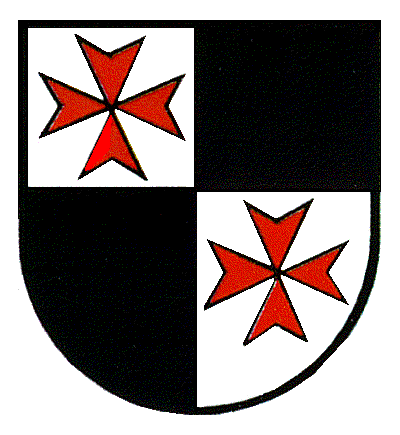
Starzeln
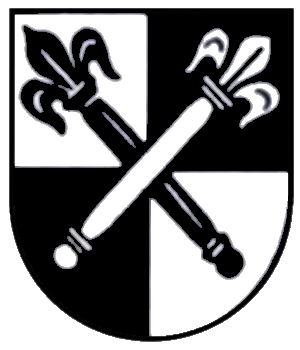
Stein
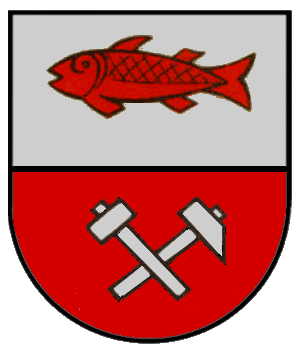
Stetten bei Haigerloch
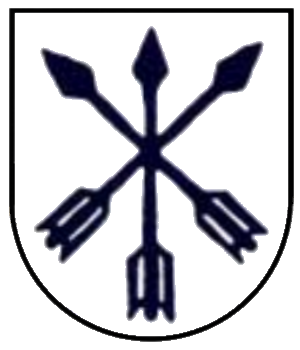
Stetten bei Hechingen
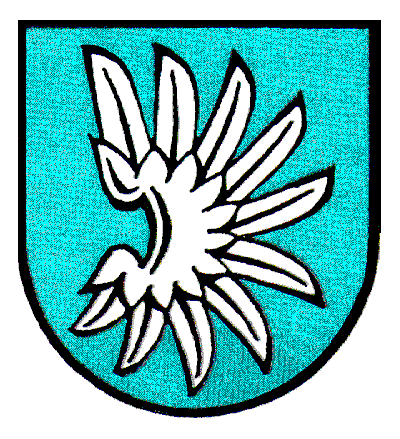
Stetten unter Holstein
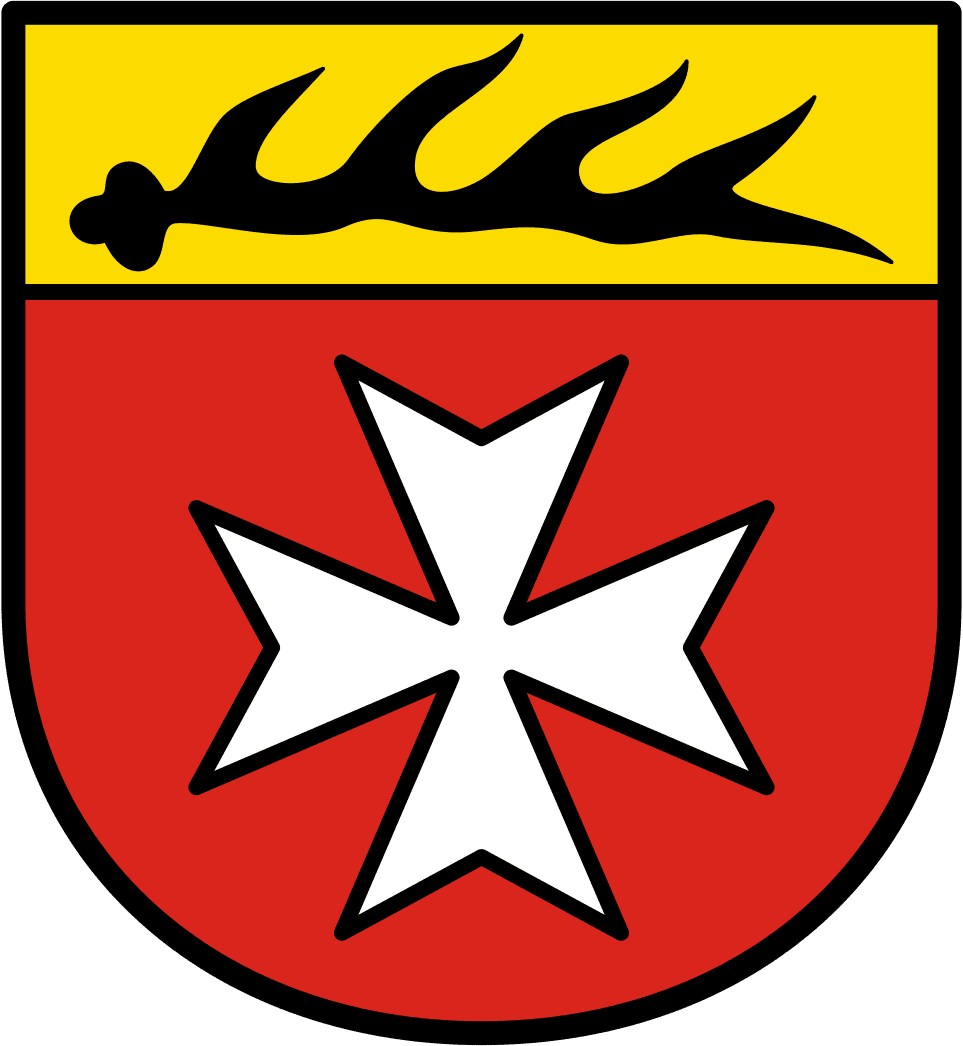
Stockenhausen
Streichen[82]
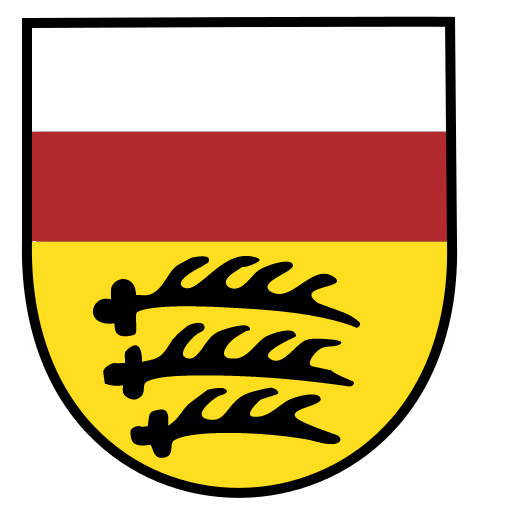
Täbingen
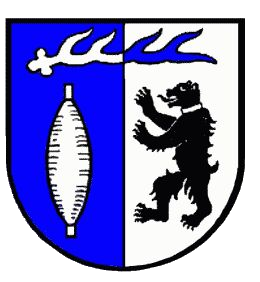
Tailfingen
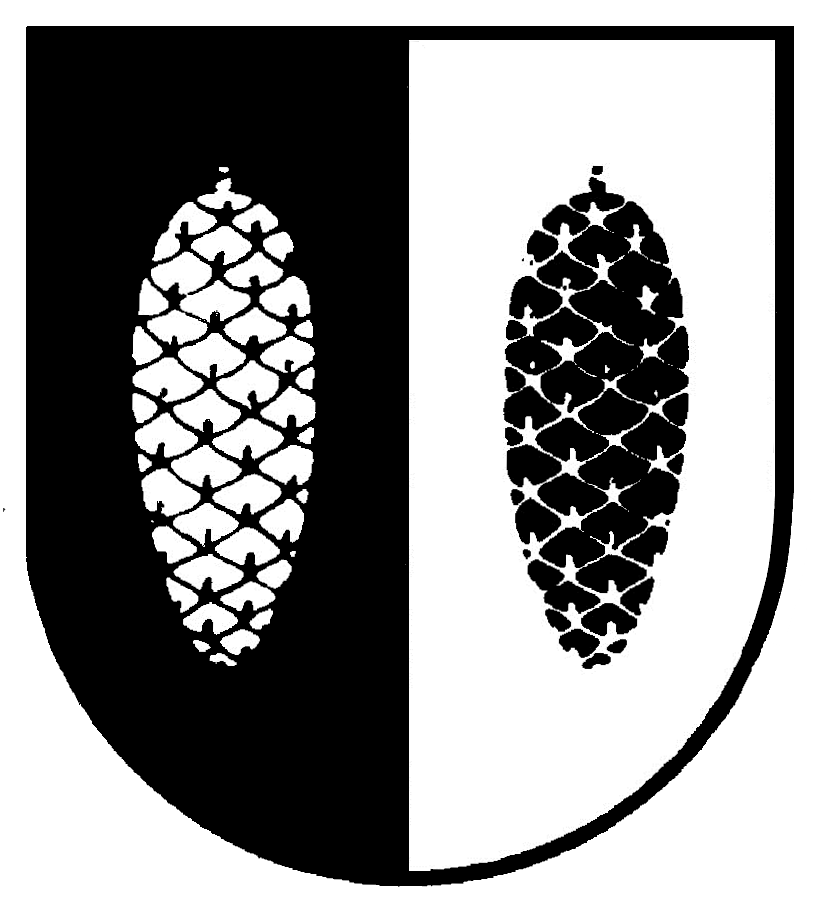
Thanheim
Tieringen[86]
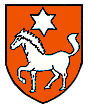
Trillfingen
Truchtelfingen[88]
Unterdigisheim[89]
Weildorf[90]
Weilheim[91]
Weilstetten[92]
Wessingen[93]
Zillhausen[94]
Zimmern[95]

## Blasonierungen
1. ↑  Zollernalbkreis: In gespaltenem Schild vorne von Silber (Weiß) und Schwarz geviert, hinten in Gold (Gelb) drei liegende schwarze Hirschstangen.
2. ↑  Albstadt: Unter goldenem Schildhaupt, darin eine rechtshin liegende schwarze Hirschstange, in Blau eine silberne Silberdistelblüte, von der strahlenförmig sechs silberne Distelblätter ausgehen.
3. ↑  Balingen: Unter goldenem Schildhaupt, darin eine schwarze Hirschstange, von Silber und Schwarz geviert.
4. ↑  Burladingen: In Schwarz zwei schräggekreuzte silberne Schlüssel mir oben abgewendeten Bärten.
5. ↑  Geislingen: Unter silbernem Schildhaupt in Rot zwei silberne Zickzackbalken.
6. ↑  Haigerloch: Von Silber und Rot geteilter Schild.
7. ↑  Hechingen: Geviert von Silber und Schwarz.
8. ↑  Meßstetten: In Rot ein silberner Becher.
9. ↑  Rosenfeld: In Rot eine fünfblättrige, golden besamte silberne Rose mit grünen Kelchblättern.
10. ↑  Schömberg: In von Silber und Rot geteiltem Schild oben eine liegende schwarze Hirschstange.
11. ↑  Bisingen: In gespaltenem Schild vorne in Rot eine goldene Mitra, hinten in Gold ein halbes rotes Zahnrad am Spalt.
12. ↑  Bitz: Unter goldenem mit einer liegenden schwarzen Hirschstange belegtem Schildhaupt in Blau ein silberner Adlerflügel.
13. ↑  Dautmergen: Von Silber, Rot und Gold geteilt, im goldenen Feld ein schreitender, rot bewehrter und rot bezungter schwarzer Löwe.
14. ↑  Dormettingen: In Rot zwei schräggekreuzte silberne Rechen mit dem Stiel nach unten.
15. ↑  Dotternhausen: In Blau ein aufgerichteter goldener Hirsch.
16. ↑  Grosselfingen: In von Silber und Schwarz geviertem Schild im ersten Feld zwei rote Zickzackbalken, im vierten Feld eine blaue Taube auf blauem Nest sitzend.
17. ↑  Hausen am Tann: In Blau zwei schräglinke silberne Wolfsfangeisen (Dietriche) übereinander.
18. ↑  Jungingen: In gespaltenem Schild vorne in Blau eine silberne Schere mit offenen halbrunden Griffbügeln, hinten von Silber und Blau geviert.
19. ↑  Nusplingen: In Rot ein goldener Adlerfang.
20. ↑  Obernheim: In Silber ein blauer Balken.
21. ↑  Rangendingen: In Gold ein aufgerichteter schwarzer Bär, der in den Vorderpranken einen Ast mit drei nach rechts gerichteten grünen Lindenblättern hält.
22. ↑  Ratshausen: In Rot eine mit der Spitze nach oben zeigende silberne Maurerkelle.
23. ↑  Straßberg: In gespaltenem Schild vorne in Silber ein durchgehendes rotes Kreuz, hinten in Rot ein silberner Henkelkrug.
24. ↑  Weilen unter den Rinnen: In Rot ein silberner Balken, belegt mit einem achtstrahligen roten Stern zwischen den roten Großbuchstaben V und R.
25. ↑  Winterlingen: In gespaltenem Schild vorne von Silber und Rot geteilt, hinten in Gold drei schwarze Hirschstangen übereinander.
26. ↑  Zimmern unter der Burg: Mit drei mittleren aufsteigenden Spitzen von Silber und Rot geteilt.
27. ↑  Bad Imnau: In Rot ein silberner Springbrunnen, oben begleitet von je einer silbernen Muschel.
28. ↑  Bechtoldsweiler: Von Gold und Blau geteilt, oben zwei blaue Giebelhäuser, unten ein goldenes Giebelhaus.
29. ↑  Benzingen: In geteiltem Schild oben in Rot ein (offener) goldener Flug, unten in Gold drei übereinanderliegende rote Hirschstangen.
30. ↑  Beuren: In Grün über einem goldenen Hügel drei (2:1) rot gefütterte goldene Fürstenkronen mit Hermelinstulp.
31. ↑  Bickelsberg: Unter goldenem Schildhaupt, darin zwei schwarze Rosen, von Schwarz und Gold gerautet.
32. ↑  Bietenhausen: In Blau drei goldene Weizenähren.
33. ↑  Binsdorf: In von Silber und Rot geteiltem Schild oben der stehende, geflügelte rote Markuslöwe, mit den Vorderpranken ein aufgeschlagenes silbernes Buch mit rotem Schnitt haltend.
34. ↑  Bittelbronn: In Rot unter einem mit zwei roten Hufeisen belegten silbernen Schildhaupt drei silberne Orgelpfeifen.
35. ↑  Boll: Unter von Silber und Schwarz geviertem Schildhaupt in Silber ein schwarzes Jagdhorn mit schwarzer Fessel.
36. ↑  Brittheim: Unter goldenem Schildhaupt, darin eine liegende schwarze Hirschstange, von Schwarz und Gold gerautet.
37. ↑  Burgfelden: In von Schwarz und Silber im Zinnenschnitt schräglinks geteiltem Schild oben ein rüttelnder silberner Turmfalke.
38. ↑  Dürrwangen: Unter goldenem Schildhaupt, darin eine liegende schwarze Hirschstange, in Blau auf grünem Hügel zwei grüne Tannen.
39. ↑  Ebingen: Unter goldenem Schildhaupt, darin eine liegende schwarze Hirschstange, geteilt von Silber und Rot.
40. ↑  Endingen: In Gold ein blauer Wellenbalken, darauf eine nach links schwimmende blaue Ente.
41. ↑  Engstlatt: In Silber über schwarzem Dreiberg ein schwarzes Posthorn [Mundstück rechts].
42. ↑  Erlaheim: In Rot ein silberner Erlenzweig.
43. ↑  Erzingen: In von Gold und Schwarz geteiltem Schild oben eine liegende schwarze Hirschstange, unten ein [pfahlweis gestelltes] silbernes Mühleisen.
44. ↑  Frommern: In Gold unter einer liegenden schwarzen Hirschstange ein aufrecht schreitender schwarzer Bär.
45. ↑  Gauselfingen: Über einem von Silber und Schwarz gevierten Schildfuß in Blau ein silberner Flügel.
46. ↑  Gruol: In geteiltem Schild oben in Silber zwei rote Rauten nebeneinander, unten in Rot ein silberner Anker.
47. ↑  Hart: In von Silber und Rot geteiltem Schild oben ein grünes Eichenblatt mit einer grünen Frucht.
48. ↑  Harthausen auf der Scher: In Gold ein rotes Spitzenschildhaupt.
49. ↑  Hartheim: In Rot zwei goldene Zickzackbalken.
50. ↑  Hausen im Killertal: In Schwarz ein silberner Wellenpfahl.
51. ↑  Heiligenzimmern: In von Silber und Rot geteiltem Schild oben zwei rote Beile, unten ein dreiblättriges silbernes Kleeblatt.
52. ↑  Heinstetten: In Rot ein golden bezungter silberner Brackenrumpf.
53. ↑  Heselwangen: In schräggeteiltem Schild oben in Silber ein rot bezungter schwarzer Wolfskopf, unten in Grün ein silberner Lindenzweig mit vier Blättern.
54. ↑  Höfendorf: In von Silber und Rot geteiltem Schild zwei schräggekreuzte Pfeile in verwechselten Farben.
55. ↑  Hörschwag: In Blau über einem von Silber und Schwarz gevierten Schildfuß zwei silberne Eichenblätter.
56. ↑  Hossingen: In Blau unter goldenem Schildhaupt, darin eine liegende schwarze Hirschstange, auf goldenem Dreiberg ein schreitendes goldenes Hirschkalb.
57. ↑  Isingen: In von Rot und Silber gespaltenem Schild vorne ein silbernes Johanniterkreuz, hinten eine rote Rose.
58. ↑  Kaiseringen: In Silber auf grünem Dreiberg ein roter Hahn.
59. ↑  Killer: In Silber unter einem roten Schildhaupt, das mit einem goldenen Peitschenstock mit silberner Peitschenschnur belegt ist, auf einem schwarzen Dreiberg ein schwarzer Ring.
60. ↑  Laufen an der Eyach: In Silber ein schwarzer Wellenbalken, begleitet von drei (2:1) grünen Tannen.
61. ↑  Lautlingen: In Blau auf grünem Dreiberg eine linkshin blickende, goldene Hirschkuh.
62. ↑  Leidringen: In Schwarz ein goldener Krummstab, überdeckt mit einem mit einer liegenden schwarzen Hirschstange belegten goldenen Balken.
63. ↑  Margrethausen: Unter goldenem Schildhaupt, darin drei blaue Kronen nebeneinander, in Blau ein schreitender goldener Hirsch.
64. ↑  Melchingen: In Blau ein silberner Adlerflug.
65. ↑  Oberdigisheim: In Gold ein schwarzer Uhu.
66. ↑  Onstmettingen: Unter goldenem Schildhaupt, darin eine liegende schwarze Hirschstange, in Schwarz eine goldene Waage.
67. ↑  Ostdorf: Unter goldenem Schildhaupt, darin eine liegende schwarze Hirschstange, in Schwarz ein goldener Pflug.
68. ↑  Owingen: Ein von Silber und Schwarz gevierter Schild, belegt mit einem durchgehenden roten Kreuz.
69. ↑  Pfeffingen: Unter goldenem Schildhaupt, darin eine liegende schwarze Hirschstange, in Schwarz zwei schräggekreuzte goldene Spindeln.
70. ↑  Ringingen: In Blau ein goldener Schrägbalken, belegt mit drei roten Ringen.
71. ↑  Roßwangen: In Grün ein nach links springendes silbernes Pferd.
72. ↑  Salmendingen: In gespaltenem Schild vorne in Silber drei gestürzte schwarze Wolfsangeln übereinander, hinten in Schwarz eine dreilatzige silberne Fahne.
73. ↑  Schlatt: In Schwarz auf silbernem Wellenschildfuß drei silberne Schilfkolben.
74. ↑  Schörzingen: führte kein Wappen
75. ↑  Sickingen: Unter goldenem Schildhaupt, darin ein schreitender roter Löwe, von Silber und Schwarz geviert.
76. ↑  Starzeln: In von Silber und Schwarz geviertem Schild in den silbernen Feldern je ein rotes Johanniterkreuz.
77. ↑  Stein: Ein von Silber und Schwarz gevierter Schild, belegt mit zwei schräggekreuzten Amtsstäben in verwechselten Farben.
78. ↑  Stetten bei Haigerloch: In geteiltem Schild oben in Silber ein roter Fisch, unten in Rot schräggekreuzte silberne Berghämmer.
79. ↑  Stetten bei Hechingen: In Silber drei sternförmig gelegte schwarze Pfeile.
80. ↑  Stetten unter Holstein: In Blau ein silberner Adlerflügel.
81. ↑  Stockenhausen: Unter goldenem Schildhaupt, darin eine liegende schwarze Hirschstange, in Rot ein silbernes Johanniterkreuz.
82. ↑  Streichen: Unter goldenem Schildhaupt, darin eine liegende schwarze Hirschstange, gespalten von Silber und Schwarz.
83. ↑  Täbingen: In geteiltem Schild oben von Silber und Rot geteilt, unten in Gold drei liegende schwarze Hirschstangen übereinander.
84. ↑  Tailfingen: In von Blau und Silber gespaltenem Schild unter einer liegenden fünfendigen Hirschstange in verwechselten Farben vorne eine pfahlweis gestellte silberne Spule, hinten ein aufgerichteter schwarzer Bär mit silbernem Halsband.
85. ↑  Thanheim: In von Schwarz und Silber gespaltenem Schild zwei Tannenzapfen in verwechselten Farben.
86. ↑  Tieringen: In Blau ein dreimal sparrenweise gebrochener silberner Balken.
87. ↑  Trillfingen: In Rot ein schreitendes silbernes Pferd, überhöht von einem sechsstrahligen silbernen Stern.
88. ↑  Truchtelfingen: Unter goldenem Schildhaupt, darin eine liegende schwarze Hirschstange, in Silber ein aufgerichteter schwarzer Bär mit silbernem Halsband.
89. ↑  Unterdigisheim: In Rot ein [erhöhter] dreimal sparrenweise gebrochener silberner Balken, darunter zwei silberne Lindenblätter nebeneinander.
90. ↑  Weildorf: In von Silber und Rot gespaltenem Schild vorne zwei schräggekreuzte schwarze Schlüssel, hinten ein silbernes Schwert.
91. ↑  Weilheim: In Silber aus schwarzer Zinnenmauer emporkommend ein schwarzer Wehrturm mit Walmdach.
92. ↑  Weilstetten: In von Schwarz und Gold geteiltem Schild oben zwei silberne Ringe, unten eine liegende schwarze Hirschstange.
93. ↑  Wessingen: In von Silber und Schwarz geviertem Schild in den silbernen Feldern je eine gestürzte schwarze Wolfsangel.
94. ↑  Zillhausen: In Silber ein blauer  Schildhauptpfahl, darin eine liegende silberne Hirschstange.
95. ↑  Zimmern: In Schwarz eine aus dem Schildfuß hervorgehende, gequaderte silberne Zinnenmauer.

## Weitere Quellen
- Der Landkreis Balingen. Amtliche Kreisbeschreibung. Statistisches Landesamt Baden-Württemberg (Hrsg.), 2 Bände, 1960–61.
- Die Wappen in Albstadt
- Webpräsenzen der Städte Balingen, Meßstetten und Rosenfeld